# Lönashult
Lönashult är kyrkbyn i Västra Torsås socken i Alvesta kommun. SCB har för orten och en del av grannorten Håldala definierad och namnsatt en småort i Alvesta kommun med namnet Lönashult och del av Håldala.
Västra Torsås kyrka ligger i Lönashult.